# Killer (Kiss)
Killer è un singolo della band hard rock americana dei Kiss, pubblicato nel 1982.

## Tracce
- Lato A: Killer
- Lato B: I Love It Loud

## Formazione
- Gene Simmons - basso, chitarra ritmica e voce principale
- Vinnie Vincent - chitarra solista
- Eric Carr - batteria e cori